# Visió remota
Visió remota és la capacitat psíquica de rebre informació o impressions d'un esdeveniment, persona, objecte o lloc que es trobin a gran distància. És considerada com una forma de percepció extrasensorial. El terme es va donar a conèixer durant els anys setanta pels físics Harold Puthoff i Russell Targ per separar-ho de la clarividència. Fins avui, no existeix evidència científica que recolzi l'existència de la visió remota, per la qual cosa és vist per la comunitat científica com una pseudociència.
Una gran varietat d'estudis científics han estat duts a terme. Alguns, experiments menys sofisticats, van produir resultats positius però tenien falles que comprometien la seva validesa. Cap experiment actual ha portat als mateixos resultats positius en condicions apropiades. Això va portar a la comunitat científica, juntament amb la falta d'una teoria que expliqués com funciona la visió remota, a negar el fenomen completament.
La visió remota va ser popularitzada durant els anys noranta per la desclasificasión de documents relacionats al Projecte Stargate, dut a terme pel govern dels Estats Units. El projecte va ser un programa de recerca de capacitats paranormales que va començar el 1975 pel potencial militar dels fenòmens psíquics. El programa va ser clausurat en 1995 en fracassar a produir resultats útils. Desafortunadament, la informació donada pels psíquics era tan vaga que mai es va utilitzar en cap operació d'intel·ligència.